# Montrond-les-Bains
Montrond-les-Bains este o comună în departamentul Loire din sud-estul Franței. În 2009 avea o populație de 4.718 de locuitori.

## Evoluția populației
| An        | 1975  | 1982  | 1990  | 1999  | 2006  | 2009  |
| --------- | ----- | ----- | ----- | ----- | ----- | ----- |
| Populație | 2.714 | 3.137 | 3.627 | 4.031 | 4.608 | 4.718 |